# Tramlapiola sylvestris
Tramlapiola sylvestris är en insektsart som beskrevs av Andrej Vasiljevitj Gorochov 1990. Tramlapiola sylvestris ingår i släktet Tramlapiola och familjen syrsor. Inga underarter finns listade i Catalogue of Life.